# Bascanichthys deraniyagalai
Bascanichthys deraniyagalai är en fiskart som beskrevs av Menon, 1961. Bascanichthys deraniyagalai ingår i släktet Bascanichthys och familjen Ophichthidae. Inga underarter finns listade.